# شمسای گیلانی
شمس‌الدین محمد بن نعمت‌الله گیلانی مشهور به شمسای گیلانی (۹۸۲ هـ. ق.، گیلان - ۱۰۶۴ هـ.ق.، احتمالاً خراسان)، شاعر و فیلسوف متألّه قرن‌های دهم و یازدهم هجری قمری است. اگرچه محل و زمان تولد دقیق او مشخص نیست اما با توجه به مکتوباتی که از به جای مانده، بدون تردید در بین سال‌های ۹۸۲ هـ.ق. تا ۱۰۶۴ هـ. ق در قید حیات بوده است. شمسای گیلانی از بنام‌ترین و منشأ اثرترین شاگردان ملاصدرای شیرازی و میرداماد در مکتب فلسفی اصفهان است. او بخشی از عمر خود را به عنوان هم‌درس ملاصدرا در مدرسه شیخ لطف‌الله اصفهان گذرانده است. ۳۷ کتاب از او به یادگار مانده است که سرآمد آنها «الحکمةالمتعالیه» به زبان عربی و «حدوث‌العالم» است. آثار گیلانی در فلسفه‌های مشایی و اشراقی و در علوم کلامی معتزلی، اشعری و شیعی هستند. آرای فلسفی شمسا مبتنی بر واجب‌الوجود، حرکت جوهری، وجودشناسی، حدوث دهری، شرور و ترکیب رهیافت‌های فلسفی مشایی و باورهای اسلام شیعی است.
اگرچه از گیلانی به‌عنوان یکی از ارادتمندان ملاصدرا نام برده شده است، اما نظرات وی در وجود واجب، حدوث عالم، مثل افلاطونی، تجرد نفس و علم الهی متضاد با ملاصدرا است.